# 별의 커비 Wii
《별의 커비 Wii》(星のカービィ Wii, Kirby's Return to Dream Land)는 Wii 전용 커비 비디오 게임 시리즈로 HAL 연구소에서 개발하였다. 카피 능력은 커맨드 액션. 대체로 별의 커비 슈퍼 디럭스에서 가져온 기술들이 대부분이지만, 이번 작의 새로운 기술과 캡콤의 자회사 플래그십과 일신하여 만들어진 별의 커비 거울의 대미궁, 별의 커비 도팡 일당의 습격의 기술들도 조금 섞여 있다고 할 수 있다. 대체로 뉴 슈퍼 마리오 브라더스 Wii와 비슷한 점들이 여럿 있다.
E3 2011에서 공개되었으며 일본에서는 2011년 10월 27일 발매되었다.

## 캐릭터
- 커비 (핑크, 노랑, 초록, 파랑)
- 메타 나이트
- 디디디 대왕
- 웨이들 디

## 줄거리
어느 날, 커비가 사는 푸푸푸랜드에 정체불명의 하늘을 나는 배가 나타났다. 그 정체는 하늘을 나는 배 '로아'의 주인 마버로아! 커비와 동료들은 마버로아의 부탁으로 배의 부품을 찾아주기로 한다.